# ミニマム (漫画)
『ミニマム』は、宮崎摩耶による日本の漫画作品。講談社の漫画雑誌『月刊ヤングマガジン』にて、2010年3号（2010年2月10日発売）から2015年11号（2015年10月20日発売）まで、約5年間にわたって連載された。全58話、単行本は全7巻。
PCから現れた少女・西九条遥と、写真部に所属する童貞高校生・伊東竜介によるボーイミーツガール作品であり、SF要素を含む。
二人の日常と恋愛が丁寧に描かれる一方、デジタル世界を舞台とした二進法的な展開や、急激に進行する怒涛のストーリー展開との対比が特徴とされる。  

## あらすじ
舞台は私立池袋第三高校。 
大人しく目立たない写真部の二年生・伊東竜介は、幼馴染の斉藤に女性の無修正動画を見せられて童貞を煽られたことで、女性の身体への興味が極限まで強まり、画像を検索しようと学校のコンピューター室へ向かう。
苦手なPC操作に悪戦苦闘していると、「E.LO ebezpečné」と表記された謎のサイトにアクセスしてしまう。すると突然、PCのDVDドライブから手のひらサイズの裸の少女が現れた。
少女は西九条遥と名乗り、運動部に所属する高校2年生で、妹がいたことや渋谷に住んでいた記憶は残っていたが、それ以外の過去を思い出せなかった。
伊東は彼女の手掛かりをもとに住んでいた場所を探すが、住所は存在せず、途方に暮れる遥をやむなく自宅に迎え入れることに。慣れない女性との共同生活に戸惑いながらも、遥の不可解な体長の変化に振り回されつつ、次第に彼女と心を通わせていく。 そんな中、「アクセスすると死ぬ」という謎のネットゲームの噂が世間に広まり始めていた。

## 登場人物

### 日本在住の人物
東京都内、特に主要人物は豊島区池袋を中心に活動している。
伊東 竜介（いとう りゅうすけ）
私立池袋第三高校に通う男子生徒。所属は2年C組。あだ名は「伊東（いとー）」。
眼鏡姿で自分をオタクと自認する童貞。写真部に所属し、植物をひたすら撮影しており、物語冒頭では既に4545枚に達している。学校のコンピューター室で女性の裸体画像を検索しようとしていたところ、DVDドライブから登場した手のひらサイズの裸の女の子「遥」が現れる。
一つの事に愚直に向き合う性格で撮影技術は高いものの、基本的には不器用で気が利かない。PCの操作が苦手でキーボード入力もまともにできないため、検索エンジンの扱いも苦労している。加えて、人の気持ちを察する事が不得手で、デリカシーの無い発言で遥を怒らせる事も多い。斉藤からは「天然の最低野郎」と評されている。
しかし、真面目な一面があり、斉藤から猛反対されても遥の面倒を見ようとするなど責任感は強い。その一方で、遥の服を買うために大事なカメラを売ってまでネット通販用のPCを自作するなど、ややズレた行動をとることもある。  
西九条 遥（にしくじょう はる）
デスクトップPCのDVDドライブから現れた手のひらサイズの女子高生。
運動部に所属し、妹がいることは覚えているが、家の住所は存在せず、それ以外の記憶も失っている。容姿端麗で、街に出ると男性の視線を集めるほどの美少女。
竜介とは正反対の性格で、強気な口調で厳しい言葉をぶつけることが多いが、典型的なツンデレキャラとは異なる。当初は伊東の無粋さに衝突することが多かったが、徐々に惹かれていく。
体格が常時小さいわけではなく、何かを要因に変化するが、要因が分からず悩むことになる。
斉藤 清隆（さいとう きよたか）
竜介の幼馴染で同じ高校に通う男子生徒。あだ名は「斉藤（さいと―）」。姉からは「清（きよ）ちゃん」と呼ばれる。
ロングの茶髪をハーフアップでまとめており、遥からは「チャラ男」や「ギャル男」と言われている。
竜介を童貞と煽ることが多く、スポーツタイプのバイクに乗り、容姿も良いので一見軽薄な雰囲気を持つが、実際には女性の影はない。
普段はエロ動画の話など下世話な話題が多く、軽口が絶えない性格だが、頭の回転が速く、皮肉やジョークを交えた言い返しが得意。竜介が「もし小さい女の子を拾ったらどうする？」と相談した際には適当にふざけた発言を繰り返していたが、実際に遥を目の当たりにすると即座に「生物兵器」と取り乱し、強い警戒心を示す。さらに、遥が人間の女性と同じ生殖機能を持つ可能性を危惧するなど、リアリストな一面も持ち合わせている。
しかし、本質的にはノリが良く、竜介を大事に思っており、遥に「チャラ男」「ギャル男」と罵倒されると、「性病をまき散らす生物兵器」「俺の伊東をたぶらかすな」と言い返すなど、意趣返しの応酬を楽しんでいる節がある。
また、強烈にブラコンの姉がいる。
伊東 純（いとう じゅん）
竜介の妹で中学生。
ツインテールで幼い顔。不器用で鈍感な兄に似ず、学業も優秀、人の感情もよく察し気が利いて、食事の手伝いもするなど、しっかり者の一面を持つ。
当初は遥の存在を知らされておらず、兄が集めている少女フィギュアの衣装を不審に思い心配していたが、小さな遥の存在を知った際には素直に受け入れる。以降は食事の世話や恋愛相談に乗るなど、遥の良き友人として支える。
内村 真礼（うちむら まあや）
竜介たちと同じ高校に通う女子生徒。
グラビアやCMなどで活躍する芸能活動を行っており、学校内でも人気が高い。
豊満な体型の美少女であり、竜介にとっては高嶺の花のような存在だが、実は彼に片思いしており、写真部の部屋で突然告白する。本人は芸能活動に強いこだわりはなく、むしろ内向的な性格で、活動に疲れを感じている。竜介のためなら芸能活動を辞めてもいいと考えており、弁当を作って持ってきたり、自ら家に誘うなど積極的なアプローチをする。しかし、芸能活動の契約に関する問題に直面し、関係に悩むことになる。  
名前のモデルは声優の内田真礼だと考えられる。
瑤子（ようこ）
真礼のマネージャーで赤いフレームのオーバル型眼鏡を掛けている。
仕事ができる敏腕マネージャーであり、美人だが、男勝りな性格をしている。真礼と同居しているが、そのことを知らなかった伊東が部屋で真礼とキスをしている場面に遭遇し、彼を投げ飛ばす。仕事中心の生活を送っており、恋愛をあまり重要視していないためか、男性とは長続きしないようである。
斉藤 静（さいとう しずか）
明るい色のゆるふわヘアーが特徴的な巨乳美女で、斉藤の姉。
極度のブラコンで煽情的な言動が多いため一見そうは見えないが、実は若くして大学医学部の講師となった才女。板橋光とは同僚で、伊東家の兄妹とも面識がある。
弟が遥の存在を調べるためにネット検索した際、遥に似たキャラクターが表示されたサイトにたどり着いた。その後、静は「ESナントカ」という、プレイヤーが突然死するという噂のあるネットゲームについて教える。大学では女生徒に人気がある模様。
板橋 光（いたばし ひかる）
斉藤の姉静の同僚で、大学病院に所属。『週刊現世』記者、脇の恋人。
髪型は黒のショート。クールで理論派。脇や静とは大学時代から繋がりがある模様。
脇（わき）
講公社『週刊現世』の記者。
仕事の傍ら「ES mini」の噂の真相を追っている。斉藤の姉の同僚、光と付き合っている。
大学時代に同じサークルにいた静を口説いており、光共々大学時代に接点があったことが触れられる。
キャサリンや静の前で光の胸を揉みながらキャサリンの乳の大きさと比べたりとスケベで常識に欠けたところがあるが、周囲と違う視点と深い洞察力を併せ持つ。
伊東の父
第23話でキャサリンが伊東家に襲来した際に初登場。
玄関で遥を組み伏せているキャサリンに対し警察を呼ぶと一喝するが、キャサリンに吸収され消滅。純は父が消滅しても忘れなかったが、竜介は存在を忘れてしまった。
遥が家に匿われている事実は知らなかったようである。
伊東の母
第1話で純と夕食を調理していたが、それ以来登場が無い。共働きのようで、朝早く家を出る。
渡辺（わたなべ）
フリーのジャーナリストで脇の後輩。
真礼のスキャンダルを狙い盗撮まで行い、その写真を脇に売ろうとする。
山田（やまだ）
脇の隣のデスクに座る後輩。脇から業務に関係ない『ES mini』の情報ファイルを纏めさせられていたが、ある日忽然と姿を消す。
ほかの社員は山田を覚えているが肝心の脇が覚えていない。
矢野（やの）
斉藤静と親密な関係にある男性だが、作中では二人の行為中に名前のみ呼ばれ、顔は描かれていない。

### 『ES mini』のデータ
オリジナルがおり、彼らは複製（レプリカ）である。
キャサリン（キャサリン）
脈拍等が無いが体温は人間並みにある。
ポン助曰く、ところかまわずデータを食い散らかす攻撃型で、彼女に出くわして消されないデータは無いとまで言われる。東京の廃棄物集積場にあるスクラップの山から登場し、食料は「情報」であり人間をはじめあらゆるものをデータとして取り込み、取り込まれた相手は消滅し、社会から存在を忘れ去られる。
攻撃型のデータ存在で、知性は高くなく、自分のデータにないものには恐怖を抱く。
ゴミ置き場で寝ていたところを斉藤に保護され、斉藤に以前のマスターの面影を感じ、体を合わせる日々を送るが、遥との対峙後破損し、斉藤の家に匿われる。
新世界の名字は木朝。
ポン助（ポンすけ）
高知能型データ。手のひらサイズの男性で、ビジュアル系バンドマン風の美形。遥のように体の大きさは変化しない。
キャサリンの伊東家襲来により父親を消滅させたことを負い目に感じ、家出した遥と出会う。ポン助は彼女を自分たちの仲間と認識し、匿う。
性欲はあるものの、人間のように食料を摂取しなくても身体の維持が可能。
当初、体格が同じなのに背景情報を持たない遥を「出来損ない」と見なしていたが、攻撃型で危険性の高いキャサリンと対峙しても生き残り、空腹や涙といった人間的な特性を持つことに驚愕する。
キャサリンとの接点を持つため、一時的に伊東たちと行動を共にする。
新世界での名字は本田。ポン助の他にも、高知能型データが数名存在し、生活している。
ああああああ
脇のPCが故障した際に「ES mini」のサイトが起動し、PCから出現した銀髪の女性。脇によって「あーちゃん」と名づけられる。近眼のため、脇の眼鏡を使用している。
世界の再構築について脇に説明できるほどの知識を持ち、全体を把握しているが、性格は非常に冷淡かつ無機質。人々の死を楽しむような素振りを見せる彼女に対し、脇は強い怒りを覚える。  

### その他の地域の人物
主に外国の人物である。
マスター
斉藤と出会う前にキャサリンと同居していた男性。「マスター」とは誰なのか、その詳細は不明。表情ははっきりとは描かれないが、家族と同居していた様子がうかがえる。
キャサリンと何日も関係を持ち、その後死亡したようだが、彼女を単なる性的対象として扱っていたわけではなく、ココアを与えるなど、人間的な感情を持って接していたことが示唆されている。
E.Lobart（エレナ・ロバート）
チェコに住む少女。裕福な家庭に生まれるが、家族全員が交通事故で死亡し、彼女だけが一命を取り留める。  
しかし、事故の影響で全身と脳に重い後遺症を負い、医師からは16歳の誕生日を迎えられない可能性があると余命宣告される。現在はその余命を超えて生存しているが、車椅子生活を送り、鼻からチューブを通している。  
3年前、伊東家の家族旅行の際に竜介と出会い、淡い恋心を抱く。  
Mary（メアリー）
ロバート家に雇われたメイドで、エレナの世話を担当している。しかし、彼女の描く絵や言動を理解できず、内心では不気味に感じている。
エレナの病状にも冷淡であり、表面上は尽くしているが、早く亡くなってほしいと思っている。

## 用語集
私立池袋第三高校
竜介、斉藤、真礼が通う共学の高校。所在地は豊島区。
ES mini
チェコ語や英語が混ざった海外のサイトで、「死のゲーム(デスゲーム)」として知られる。
斉藤がログインを試みるもロックがかかっており、アクセスできなかった。しかし、匿名掲示板や斉藤静の話では、「俺の友人は泡を吹いて死んだ」「プレイ中に幻覚を見て倒れる」「泡を吹いて頭が破裂して死ぬ」といった噂が語られている。
ログイン画面の表示（上から順）
- ebezpečné
- DEAD OR ALIVE?
- ES mini
- real fight
- Get ur money!!
- Do U want
- ＄30,000,000？

講公社（こうこうしゃ）
脇が務める出版社。社名や業務内容から、現実の講談社がモデルになっていると考えられる。

## 書誌情報
- 宮崎摩耶 『ミニマム』 講談社〈ヤンマガKC〉、全7巻
  1. 2010年10月発行、ISBN 978-4-06-361953-9
  2. 2011年7月発行、ISBN 978-4-06-382054-6
  3. 2012年5月発行、ISBN 978-4-06-382175-8
  4. 2013年4月発行、ISBN 978-4-06-382284-7
  5. 2014年3月発行、ISBN 978-4-06-382436-0
  6. 2015年3月発行、ISBN 978-4-06-382586-2
  7. 2015年12月発行、ISBN 978-4-06-382716-3